# Mas Terrats
El Mas Terrats és un molí conservat des del segle xvi, al terme de Girona, un exemple de molí-habitatge que reuneix diversos estils constructius. El mas s'alça en planta rectangular dividit clarament en habitatge i molí. A la part posterior és visible la divisió, murs en paret de carreuons i algunes parts en paredat. Al lateral del molí hi han quatre contraforts molt ben conservats. A la part superior de la façana sobre una finestra, un blasó informa de l'any de finalització del mas.